# Euregio-Gymnasium
Das Euregio-Gymnasium ist ein städtisches Gymnasium im Nordosten der Stadt Bocholt. Die Schule ist das jüngste der drei städtischen Gymnasien in Bocholt. Sein Einzugsbereich umfasst Bocholt, Rhede, Barlo sowie Isselburg, Rees und Hamminkeln.

## Geschichte
Der erste Antrag zur Gründung eines dritten städtischen Gymnasiums ist auf den 20. Dezember 1965 datiert. Am 6. Mai 1966 wurde dem Antrag stattgegeben. Nach langer Planung findet dann am 30. August 1972 das Richtfest statt. Am 2. und 3. August 1973 beginnt im neuen noch unbenannten Gymnasium in der Giethorst in 21 Klassen der Unterricht für knapp 600 Schülerinnen und Schüler. Als erster Direktor des neuen Gymnasiums wählt die Stadtverordnetenversammlung Studiendirektor Werner Schneider. Am 19. Dezember bekommt das neue Gymnasium seinen offiziellen Namen: Euregio-Gymnasium. Damit wird die Lage der Schule im deutsch-niederländischen Grenzgebiet widergespiegelt, denn Euregio kennzeichnet den europäischen Raum zwischen Rhein, Ems und Ijssel, ein Raum, der nicht nur kulturelle Gemeinsamkeiten aufweist, sondern auch durch soziale und wirtschaftliche Verflechtungen eine Einheit darstellt.
Im Jahr 1974 konnten dann zum ersten Mal 39 Abiturienten ihr Reifezeugnis entgegennehmen. Zu diesem Zeitpunkt hatte die Schule noch einen neusprachlichen und einen mathematisch-naturwissenschaftlichen Zweig, bevor am 1. August 1974 dann am Euregio-Gymnasium die reformierte Oberstufe eingeführt wurde, die die Aufteilung in die klassischen drei Zweige des Gymnasiums auflöste.

## Schulprofil
In den letzten Jahren hat sich am Euregio-Gymnasium ein Sprachenschwerpunkt mit Englisch, Französisch, Spanisch und Latein gebildet. Ein weiterer Schwerpunkt der Schule ist die Fokussierung auf die so genannten MINT-Fächer sowie die besondere Förderung von Seiteneinsteigern von anderen Schulformen in die gymnasiale Oberstufe.
Seit dem Schuljahr 2008/09 wurde am Euregio-Gymnasium der 60-Minuten-Takt im Unterricht erprobt. Nach einer mehrjährigen Testphase mit wissenschaftlicher Begleitung der Westfälischen Wilhelms-Universität Münster wurde er im Schuljahr 2010/11 eingeführt.
Im Jahr 2012 wurde im Schulgebäude eine Mensa errichtet und eröffnet.

## Internationaler Austausch
Das Euregio-Gymnasium hat Partnerschulen in Litauen, Spanien und Polen. Ferner finden Klassenfahrten nach Italien und Frankreich statt.

## Brandstiftung in Turnhalle
Nach einer Brandstiftung im Juni 2010, bei der an der Turnhalle des Euregio-Gymnasiums sowie an den Sportgeräten ein Schaden in Höhe von 800.000 Euro entstand, wurde im Juni 2012 die neue Turnhalle eingeweiht, in der nun auch eine Kletterwand zur Verfügung steht.

## Bekannte Absolventen
- Karl-Heinz Petzinka (* 1956), Professor und Architekt
- Peter Nebelo (1957–2023), SPD-Kommunalpolitiker und ehemaliger Bocholter Bürgermeister (2004–2020)
- Maria Klein-Schmeink (* 1958), MdB und Bündnis 90/Die Grünen-Politikerin
- Michael Lohscheller (* 1968), CEO von Polestar (Seit 2024)
- Peter Hyballa (* 1975), Fußballtrainer
- Hendrik Wüst (* 1975), Politiker (CDU), Ministerpräsident des Landes Nordrhein-Westfalen